# Lasioptera francoisi
Lasioptera francoisi är en tvåvingeart som först beskrevs av Jean-Jacques Kieffer 1902.  Lasioptera francoisi ingår i släktet Lasioptera och familjen gallmyggor. Inga underarter finns listade i Catalogue of Life.